# 아프가니스탄 공군

아프가니스탄 공군 또는 아프간 공군(Afghan Air Force) 또는 공군 총사령부(파슈토어: د هوايي ځواک عمومي قومندان, 다리어: froماندهی کل نیروی هوایی)는 아프가니스탄 군대의 공군 부문이다.
아프가니스탄 왕립 공군은 1921년 아마눌라 왕 통치 하에 창설되었으며, 1960년대 자히르 샤 왕에 의해 크게 현대화되었다. 1980년대 소련은 처음에는 무자헤딘을 물리치고 강력한 아프가니스탄 공군력이 친소련 모하마드 나지불라 정부를 보존할 것이라는 희망으로 아프가니스탄 공군을 창설했다. 1992년 나지불라가 결국 함락되었을 때 아프가니스탄 공군은 350대의 항공기를 보유하고 있었을 것이다. 1992년 나지불라 정부가 붕괴되고 1990년대 내내 내전이 계속되면서 아프가니스탄 항공기의 수는 약 35~40대로 감소했다. 2001년 후반 탈레반 정부가 축출된 항구적 자유 작전 동안 AAF에 남은 것은 헬리콥터 몇 대뿐이었다.
2006년 아프가니스탄 육군항공대가 창설되었으며, 2010년 아프가니스탄 공군으로 명칭이 변경되었으며, 아프가니스탄 육군 소속으로 남아있다. 2007년부터 미국이 주도하는 연합공군전력전환군은 2010년 아프가니스탄 공군을 재건하고 현대화하는 것을 목표로 NATO 항공훈련사령부-아프가니스탄으로 명칭을 바꿨다. 아프가니스탄 군대 조직을 담당하는 아프가니스탄 연합 안보 전환 사령부(NATO Combined Security Transition Command-Afghanistan)의 항공 구성 요소로 사용되었다. AAF는 2021년에 161대의 항공기를 보유했고 2020년에는 7,500명 이상의 인력을 보유했다. 단호한 지원 임무는 AAF의 대열을 8,000명의 공군 병력으로 늘리고 항공기 수를 늘리는 것을 목표로 했으며, 항공기 수는 점점 더 발전하고 있었다.
2021년 여름 나토군 철수에 이어 탈레반의 대규모 공세에 더해 대부분 기능하지 않는 공군은 대부분 와해됐다. 이는 카불이 함락되고 아슈라프 가니 대통령이 아랍에미리트로 도피하면서 절정에 달했다. 많은 수의 공군이 국가를 떠나거나 탈레반에 맞서 싸웠고, 많은 고정익 및 회전익 항공기가 탈레반에 의해 파괴되거나 포획되었다. 다른 많은 고정익 및 회전익 항공기가 이웃 국가로 비행했다. 현재까지 46대의 항공기(고정익 22대, 헬리콥터 24대)가 우즈베키스탄 테르메스 공항에 착륙한 것으로 알려졌다. 탈레반은 인수 후 아프가니스탄 공군을 재건하겠다는 의지를 표명하고 미국에서 훈련받은 아프가니스탄 조종사들에게 아프가니스탄으로 돌아갈 것을 촉구했다.

## 같이 보기
- 압둘 아하드 모만드
- 압둘 카디르